# Broc et Violon
Broc et Violon est un tableau peint par Georges Braque en 1909-1910. Cette huile sur toile est une nature morte représentant un broc, un violon et, dans sa partie haute, un clou en trompe-l'œil qui contribue à en faire un chef-d'œuvre du cubisme analytique. Elle est conservée au Kunstmuseum, à Bâle, en Suisse.

## Expositions
- Le Cubisme, Centre national d'art et de culture Georges-Pompidou, Paris, 2018-2019.